# Carl Sternberg
Carl Sternberg (* 20. November 1872 in Wien; † 15. August 1935 in Kärnten), Sohn von David und Jeanette Sternberg (geborene  Strisower), war ein österreichischer Pathologe. Nach ihm und der amerikanischen Kinderärztin Dorothy Mabel Reed Mendenhall ist die Sternberg-Reed-Zelle oder Reed-Sternbergzelle benannt.

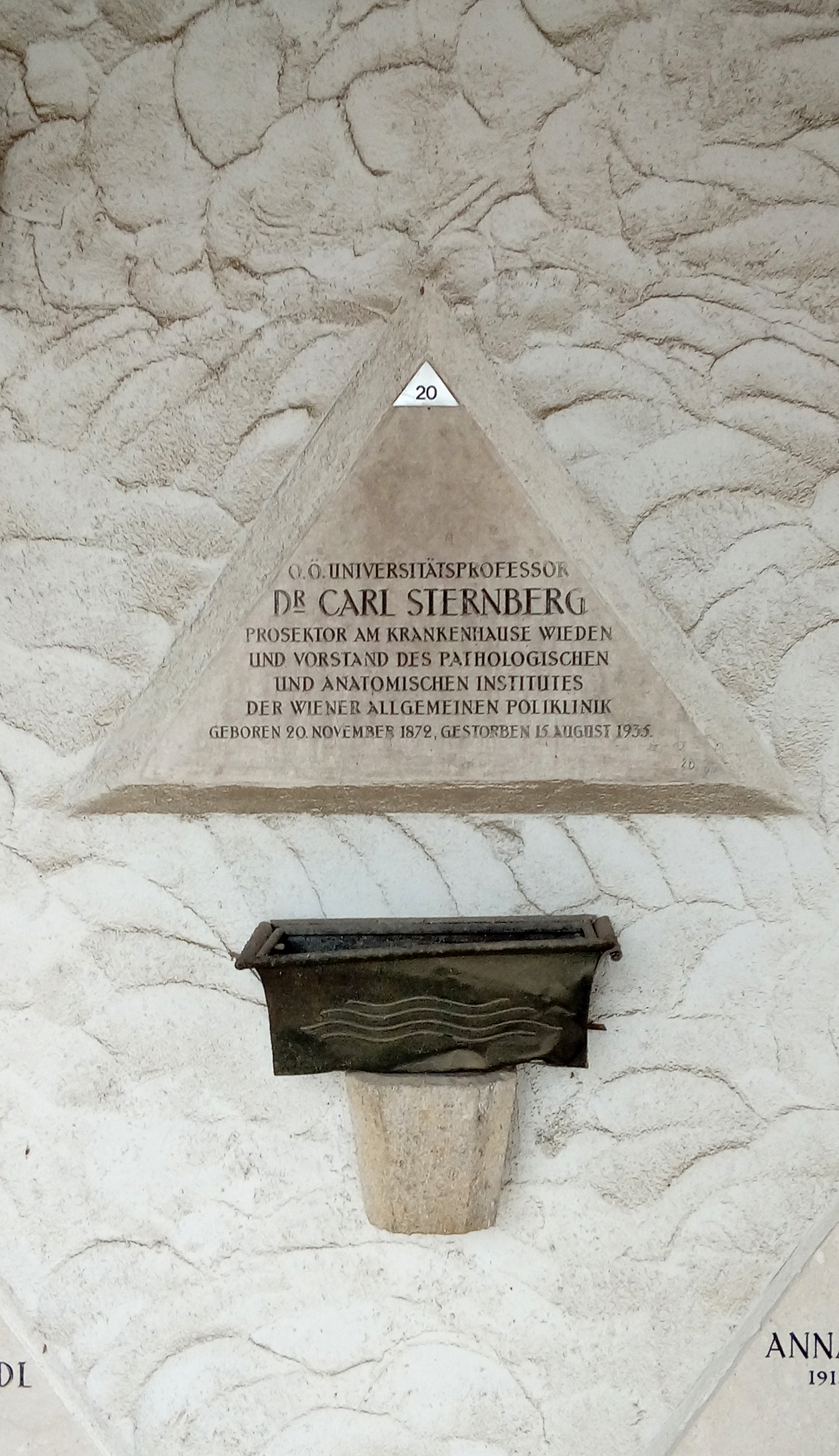
Feuerhalle Simmering – Grab von Carl Sternberg

## Leben
Carl Sternberg studierte an der Universität Wien Medizin, wo er 1896 als Doktor der Medizin sein Studium abschloss. Schon während seiner Studienzeit war er am Allgemeinen Krankenhaus der Stadt Wien und der Krankenanstalt Rudolfstiftung wissenschaftlich tätig. 1898 wurde er beim Pathologen Richard Paltauf Prosekturadjunkt.
Ebenfalls 1898 beschrieb Sternberg das Krankheitsbild der Lymphgranulomatose.
Nachdem er sich 1902 an der Universität Wien für pathologische Anatomie habilitierte, ging er 1906 nach Brünn, wo er bis 1920 Prosektor im Landeskrankenhaus Brünn in Mähren war. Den Ersten Weltkrieg verbrachte er als Arzt bei der kämpfenden Truppe und wurde einer der höchstdekorierten Militärärzte Österreich-Ungarns.
1920 kehrte er nach Wien zurück und übernahm die Prosekturen des Erzherzog-Rainer-Spitals und des Wiedner Spitals ebenso wie die Leitung des pathologisch-anatomischen Instituts an der Wiener allgemeinen Poliklinik. Außerdem war er 1. Sekretär der Gesellschaft der Ärzte in Wien.
Wissenschaftlich war er neben der Hämatologie und den Infektionskrankheiten auch in der Krebsforschung tätig. 1925 wurde er Mitglied der Leopoldina.
Carl Sternberg, der am 15. August 1935 in Kärnten verstarb, wurde am 31. Oktober des gleichen Jahres im Urnenhain der Feuerhalle Simmering in Wien beigesetzt. Das Grabnutzungsrecht besteht auf Friedhofsdauer.

## Veröffentlichungen (Auswahl)
- Lehrbuch der allgemeinen Pathologie und pathologischen Anatomie. Wien 1927.